# 아이시테러브루!
〈아이시테러브루!〉(アイシテラブル! 아이시테라브루![*])는 SKE48의 9번째 싱글이다.